# Tritheismus
Tritheismus bezeichnet einen Drei-Götter-Glauben. Der Begriff dient zunächst innerchristlich der Kritik an einer Trinitätstheologie, welche die Dreiheit Gottes höher gewichtet als seine Einheit. Andererseits bezeichnet Tritheismus auch die generelle Kritik der Trinitätslehre.
Die Kritik im Koran bezieht sich auf eine Spezialform der Trinität, eine Art Familie aus Gott Vater, Jesus Christus (Sohn) und Maria (Mutter), die in dieser Form heute nicht vertreten wird.
Nach Mühling und Moltmann handelt es sich um einen polemischen Begriff, der zur Verschleierung des eigenen Modalismus verwendet wird. Folgenden Personen wurde Tritheismus vorgeworfen: Johannes Philoponos (III. Konzil von Byzanz). Im Mittelalter Roscelin von Compiègne, Joachim von Fiore (IV. Laterankonzil), im 19. Jh. gegen Anton Günther, Ernst Sartorius und im 20. Jh. gegen Jürgen Moltmann und Richard Swinburne.
Der Tritheismus des frühen Mittelalters ging im Wesentlichen auf Johannes Asotzanges zurück, der im Konstantinopel des Jahres 557 hinsichtlich Gott und Christus die Zweinaturenlehre neu mit der Trinitätslehre kombinierte. Danach gab es in Gott drei Wesen, drei Substanzen, drei Naturen. Der Tritheismus rief gerade in den monophysitischen Kirchen im oströmischen Reich als „Dreigötterglauben“ heftigen Widerstand hervor. Die syrisch-orthodoxen Christen und Jakob Baradai († 578) bekämpften den Tritheismus.
Auch im Antitrinitarismus der Reformationszeit bildeten sich tritheistische Standpunkte heraus. So sprachen sich unter anderem Matteo Gribaldi und Giovanni Valentino Gentile für einen subordinatianischen Tritheismus aus. Später entwickelte sich aus der von Gribaldi formulierten Theologie der christliche Unitarismus.